# Diopsittaca nobilis

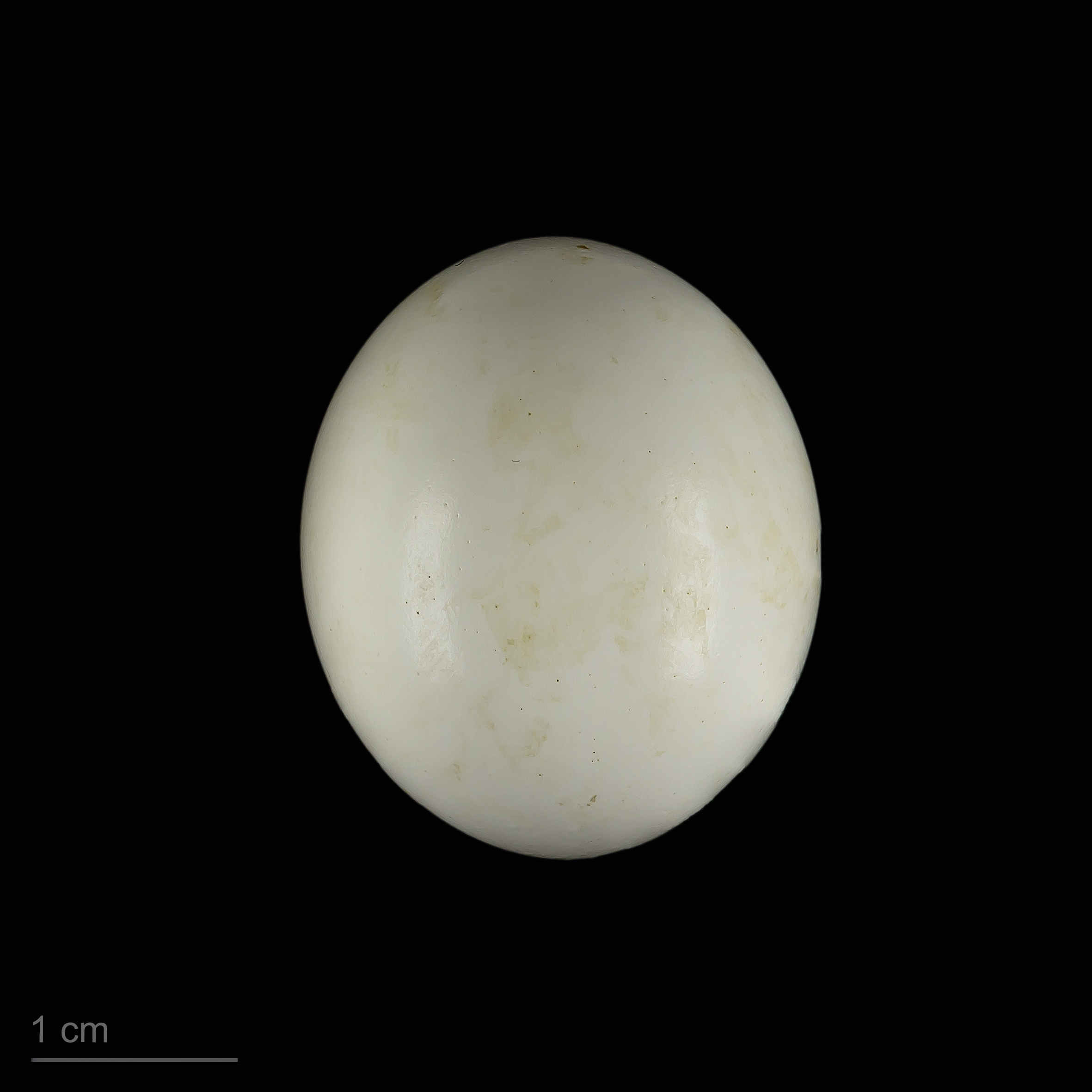
Diopsittaca nobilis - MHNT

El guacamayo noble o guacamayo de Hahn (Diopsittaca nobilis) es una especie de ave de la familia de los loros (Psittacidae).

## Distribución geográfica
Es nativo de los llanos, sabanas y pantanos de Perú, Bolivia, Venezuela, las Guyanas y Brasil.

## Taxonomía
Fue descrita en 1758 por Carlos Linneo en la 10.ª edición de su obra Systema naturæ. 
Es la única especie del género Diopsittaca. Se conocen tres subespecies:
- D. n. cumanensis (Lichtenstein, 1823) — desde el norte de Brasil y la cuenca del Amazonas al noreste de Brasil.
- D. n. longipennis Neumann, 1931 — desde el sureste de Perú y el noreste de Bolivia al sureste de Brasil.
- D. n. nobilis (Linnaeus, 1758) — desde el este de Venezuela a las Guayanas y el norte de Brasil.

## Descripción
Como todos los guacamayos, el guacamayo noble tiene una larga y estrecha cola y posee pico grande. Su cuerpo está recubierto de un plumaje verde brillante, con una zona de plumas oscuras o azuladas en la cabeza, alrededor de la zona del pico. Las plumas verdes de la cola y las alas son más apagadas en la zona inferior. Sus hombros se recubren de plumas rojas al alcanzar la edad adulta. Sus ojos son anarajandos y la zona alrededor del pico está desprovista de plumas.
Alcanzan una longitud media de 30-35 cm. Son criados con frecuencia en cautividad para el comercio de mascotas. No son una especie amenazada, pero las poblaciones salvajes son vulnerables y han declinado a lo largo del tiempo debido a la destrucción de su hábitat. Actualmente su captura y el comercio de individuos salvajes es ilegal.